# Marea Ducesă Xenia Alexandrovna a Rusiei
Marea Ducesă Xenia Alexandrovna a Rusiei (6 aprilie 1875 – 20 aprilie 1960) a fost membru al familiei imperiale ruse. A fost fiica cea mare a Țarului Alexandru al III-lea al Rusiei și a soției lui, Maria Feodorovna. Xenia a fost sora viitorului Țar Nicolae al II-lea al Rusiei. S-a căsătorit cu Marele Duce Alexandru Mihailovici al Rusiei cu care a avut șapte copii.

## Familie și educație
Marea Ducesă Xenia s-a născut la Palatul Anichkov din St. Petersburg și a fost botezată de ziua bunicului ei,la 17 aprilie 1875, la Palatul de iarnă din Sankt Petersburg. Tatăl ei era împăratul Alexandru al III-lea al Rusiei, fiul împăratului Alexandru al II-lea al Rusiei și al împărătesei Maria Alexandrovna a Rusiei. Mama ei era împărăteasa Maria Feodorovna a Rusiei (născută Prințesa Dagmar a Danemarcei), fiica regelui Christian al IX-lea al Danemarcei și a reginei Louise a Danemarcei.

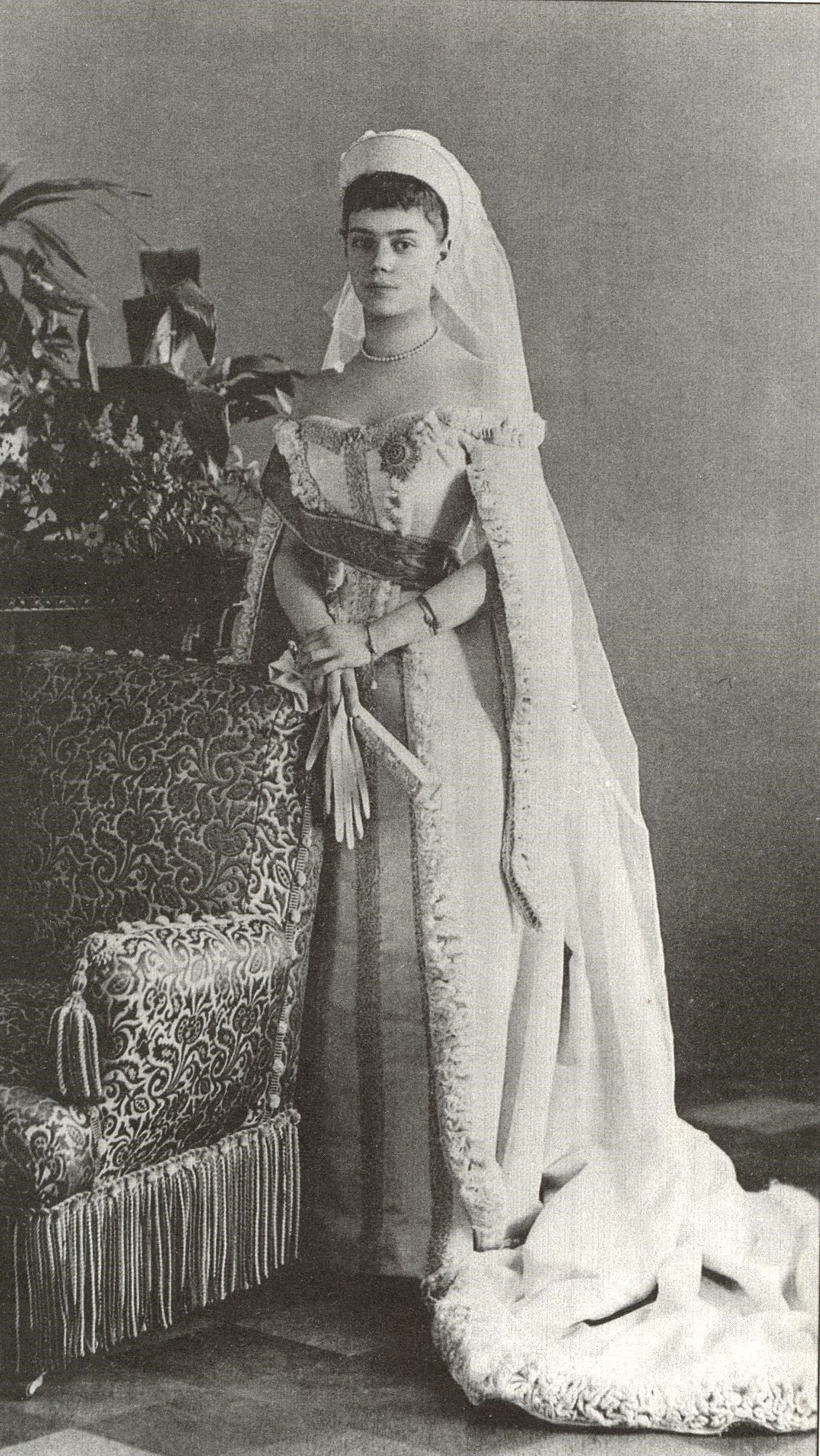
Marea Ducesă Xenia

Nașii de botez ai Xeniei au fost bunica paternă, bunicul matern, fratele tatălui ei, Marele Duce Vladimir Alexandrovici și sora mai mică a mamei ei, Prințesa Thyra a Danemarcei (mai târziu Ducesă de  Cumberland).
Xenia avea trei frați mai mari: Țarul Nicolae al II-lea al Rusiei, Marele Duce Alexandru al Rusiei (care a murit în copilărie) și Marele Duce George al Rusiei și doi frați mai mici: Marele Duce Mihail (care a fost pentru câteva ore Mihail al II-lea al Rusiei) și Marea Ducesă Olga Alexandrovna a Rusiei.
În februarie 1880, nihiliștii au avut acces la Palatul de iarnă și au plantat o bombă în camera de zi a familiei care a cauzat pagube considerabile. Familia nu a fost rănită însă tatăl Xeniei i-a mutat pe copii departe de pericol, la Palatul Yelagin.  La 13 martie 1881, când Xenia avea șase ani, a asistat la moartea bunicului ei Alexandru al II-lea care a fost ucis de explozia unei bombe aruncată de revoluționari. Tatăl ei a urcat pe tronul Rusiei și a devenit Țar sub numele de Alexandru al III-lea iar familia s-a mutat de la St. Petersburg  în mult mai sigurul Palat Gatchina.
Xenia, la fel ca frații ei, a primit educație de la profesori particulari. Un accent deosebit a fost pus pe studiul limbilor străine. În afara limbii ruse, a învățat engleza, franceza și germana. În mod surprinzător, Xenia nu a învățat limba nativă a mamei sale, daneza.
Xenia a învățat gastronomie, tâmplărie și să facă atât marionete cât și hainele acestora pentru teatru de păpuși. De asemenea, îi plăcea echitația și pescuitul, desenul, gimnastica, dansul și cântatul la pian.
Împreună cu întreaga familie își petrecea vacanțele în țara mamei sale, Danemarca. Reuniunile de familie din casa bunicilor materni, Castelul Fredensborg, erau plăcute și zgomotoase. Într-una dintre aceste vizite a cunoscut-o pe verișoara și prietena ei de-o viață, Prințesa Maria a Greciei, fiica regelui George I al Greciei și a soției lui, Olga Constantinovna a Rusiei.

În 1884 Marele Duce Ludovic al IV-lea de Hesse a venit în vizită la Palatul Peterhof împreună cu familia pentru nunta fiicei lui, Ella, cu unchiul Xeniei, Marele Duce Serghei Alexandrovici. Aceasta a fost prima ocazie cu care Xenia și-a întâlnit viitoarea cumnată, Alexandra Feodorovna, (atunci avea 12 ani) cunoscută în familie sub numele 'Alix'. În 1888, Xenia și Alix au început să-și scrie una celeilalte.   
Xenia și familia ei trăiau cu teama constantă de moarte din mâinile teroriștilor. În 1887 familia era pe cale să ia trenul spre Gatchina de la St.Petersburg, când autoritățile au reținut mai mulți "studenți" care transportau cărți ce conțineau bombe pe care intenționau să le folosească împotriva familiei imperiale. Unul dintre cei cinci arestați era Alexandru Ulianov, fratele lui Vladimir, mai cunoscut sub numele de Lenin.

## Căsătorie

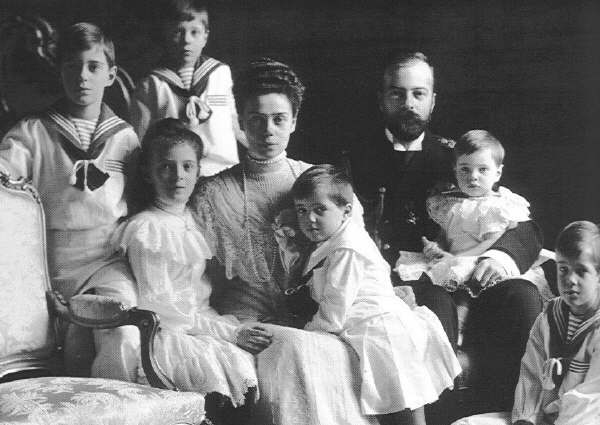
Marea Ducesă Xenia înconjurată de soț și copii.

Xenia și vărul ei primar, Marele Duce Alexandru Mihailovici al Rusiei ("Sandro"), erau prieteni și se jucau împreună în anii 1880. 
La vârsta de 15 ani, Xenia și Alexandru au vrut să se căsătorească însă părinții ei erau reticenți deoarece Xenia era prea tânără și nu erau siguri de caracterul lui Alexandru. Țarina Maria Feodorovna se plângea de aroganța și mojicia lui Alexandru. După intervenția tatălui lui Alexandru, Marele Duce Mihail Nicolaievici, părinții Xeniei au fost de acord cu logodna în 1894. În cele din urmă, la 6 august 1894, la Palatul Peterhof, Xenia și Alexandru s-au căsătorit.  Au petrecut noaptea nunții la Palatul Ropsha și luna de miere la Ay-Todor (moșia lui Alexandru din Crimeea). În timpul lunii de miere a Xeniei, Alexandru al III-lea s-a îmbolnăvit și a murit la 1 noiembrie 1894. Fratele ei mai mare, Nicolae al II-lea a moștenit coroana Rusiei și a devenit Țar.
După nașterea celui de-al șaptelea copil, Marele Duce a început o aventură cu o femeie numită "Maria Ivanova". Un an mai târziu și Xenia a început și ea o aventură cu un englez numit "Fane". În jurnalele ei, Xenia se referă la el sub numele "F.". Au corespondat unul cu altul până la sfârșitul Primului Război Mondial. După ce Xenia și Alexandru au admis aventurile, căsnicia lor a început să se destrame. Deși îndrăgostiți unul de altul, au început să doarmă în camere separate și să meargă pe drumuri diferite.
În 1913, Irina, singura fiică a Xeniei și a lui Sandro și-a mărturisit intenția de a se căsători cu Prințul Felix Iusupov, care era moștenitorul uneia dintre cele mai mari averi din Rusia  însă un bărbat cu multe contradicții. Erau zvonuri că ar fi avut o aventură cu Marele Duce Dmitri Pavlovici al Rusiei. Xenia s-a căsătorit la 9 februarie 1914 în prezența Țarului care a condus-o la altar.
Înaintea revoluției, Alexandru era dezamăgit de cursul evenimentelor din Rusia și de viața de la curte. Atât Xenia cât și Alexandru au petrecut perioade considerabile de timp în afara Rusiei; ambii s-au întors înaintea începutului Primului Război Mondial. După Revoluția din 1917, au reușit să scape din Rusia și s-au separat, Xenia a locuit în Marea Britanie iar Sandro în Franța. 
La 26 februarie 1933 soțul Xeniei a murit.  Xenia și fiii ei au fost prezenți la funeralii la 1 martie, la Roquebrune-Cap-Martin, în sudul Franței. În martie 1937, Xenia s-a mutat de la Casa Frogmore la Hampton Court Palace unde a trăit până la deces, la 20 aprilie 1960.